# معمای یک قتل
معمای یک قتل نام یک مجموعهٔ نمایشی تلویزیونی (تله‌تئاتر) به کارگردانی «حسن فتحی» است که در سال ۱۳۷۳ تولید و از شبکه ۲ سیمای ایران پخش گردید.

## خلاصه داستان
مرد جوانی متهم به قتل یک پیرزن است. او از وکیلش می‌خواهد که بی‌گناهی‌اش را ثابت کند اما همهٔ شواهد بر مجرم بود او گواهی دارند. سرانجام شهادت همسرش که با چهره و لباسی مبدل و به‌طور ناشناس در دادگاه حاضر شده، او را تبرئه می‌کند.

## بازیگران و عوامل تولید

### بازیگران
- حمید مظفری
- صادق هاتفی
- مهتاب نصیرپور
- بهروز بقایی
- کاظم هژیرآزاد
- فرزانه نشاط‌خواه
- مهتاج نجومی
- احمد دامود
- منوچهر بهروج
- سهراب سلیمی
- مینو زاهدی
- عادل رقابتی
- خسرو بامداد
- علی جاویدفر
- شهیار سعیدنیا
- محمد غفاری
- رسول قربانپور
- فرهاد اسماعیلی
- محمدعلی منافی
- فرزانه نشاط‌خواه
- داریوش رضوانی
- هوشنگ خلعتبری
- نصرت طاهری‌شعاع
- سیدداود حسین‌لی
- محمدحسن قلیچ‌خانی

### عوامل تولید
- تدوین‌کننده و کارگردان هنری: حسن فتحی
- دستیار کارگردان و برنامه‌ریز: رخند غروی
- کارگردان تلویزیونی: قاسم شاکری
- فیلمنامه: حسن فتحی بر اساس کتاب «شاهدی برای بازپرسی» اثر آگاتا کریستی
- تصویربرداران: مرتضی نجفی، اصغر عنبری، محمدرضا حاجی‌زاده
- مدیر صحنه: محمود صادقی[۳]
- موسیقی: انتخابی
- تهیه‌کننده: علی‌اصغر آزادگان
- تعداد قسمت‌ها: ۵ قسمت
- مدت زمان: ۲۷۳ دقیقه
- محصول: گروه فیلم و سریال و تئاتر شبکه ۲ سیمای جمهوری اسلامی ایران
- سال پخش: پائیز ۱۳۷۳

## جوایز و قدردانی
این مجموعه نمایشی در سال ۱۳۷۴ و در نخستین دوره جشنوارهٔ تولیدات تلویزیونی سیما، برندهٔ سه جایزه و یک تقدیر شفاهی گردید:
- تندیس زرین بهترین کارگردان تلویزیونی به «قاسم شاکری»
- تندیس زرین بهترین کارگردان هنری به «حسن فتحی»
- دیپلم افتخار بهترین بازیگر زن به «مهتاب نصیرپور»
- تقدیر هیئت داوران از «تصویربرداران» این مجموعه نمایشی